# 467 Laura
Laura (asteroide 467) é um asteroide da cintura principal com um diâmetro de 41,96 quilómetros, a 2,6119453 UA. Possui uma excentricidade de 0,1124269 e um período orbital de 1 843,88 dias (5,05 anos).
Laura tem uma velocidade orbital média de 17,3625205 km/s e uma inclinação de 6,44989º.
Esse asteroide foi descoberto em 9 de Janeiro de 1901 por Max Wolf.